# احمد بودن
احمد بودن (انگلیسی: Ahmed Bouden؛ زادهٔ ۴ دسامبر ۱۹۳۸) بازیکن فوتبال اهل الجزایر بود.
وی همچنین در تیم ملی فوتبال الجزایر بازی کرده‌است.